# Barbara Hepworth Museum and Sculpture Garden

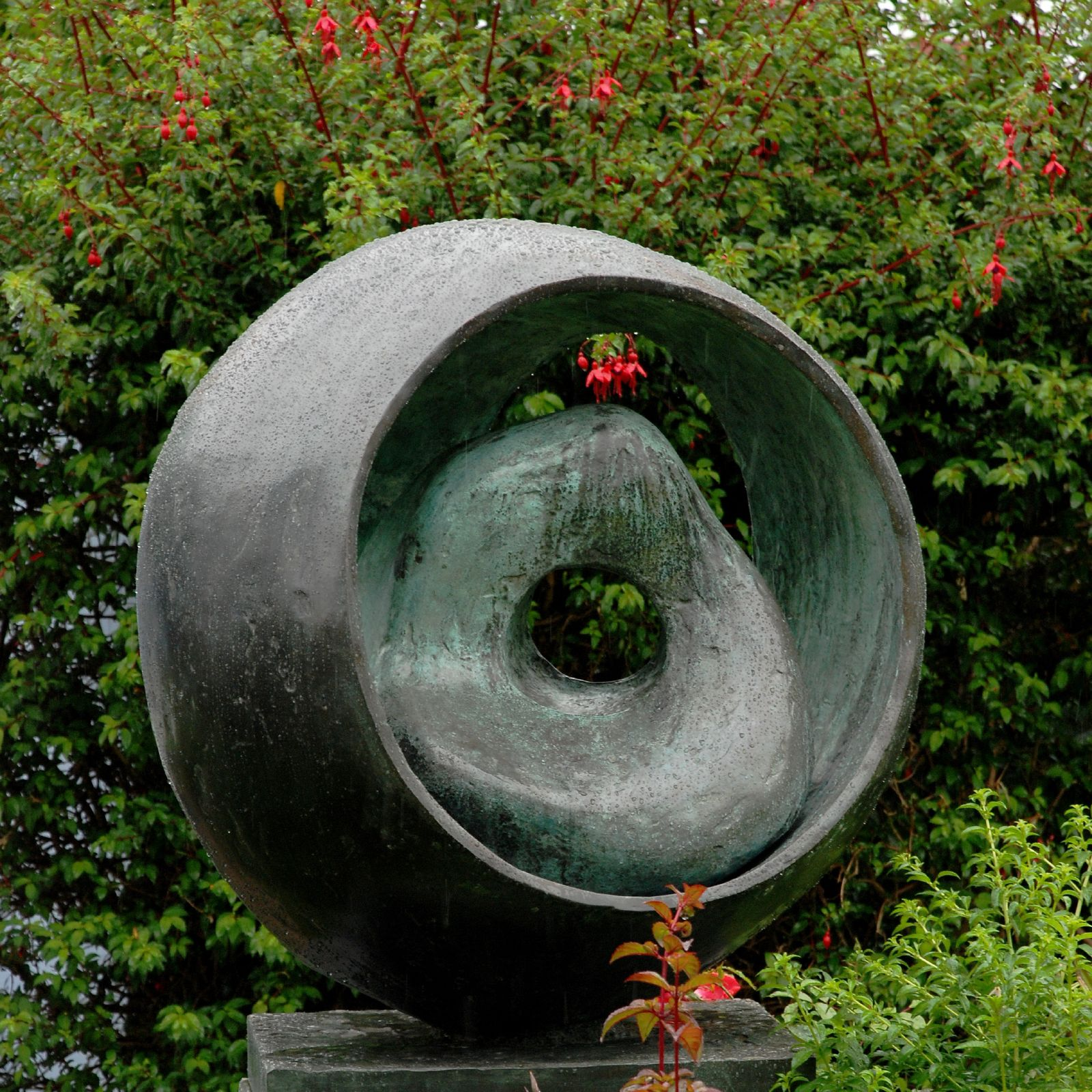
Sculptuur in Trewyn Garden

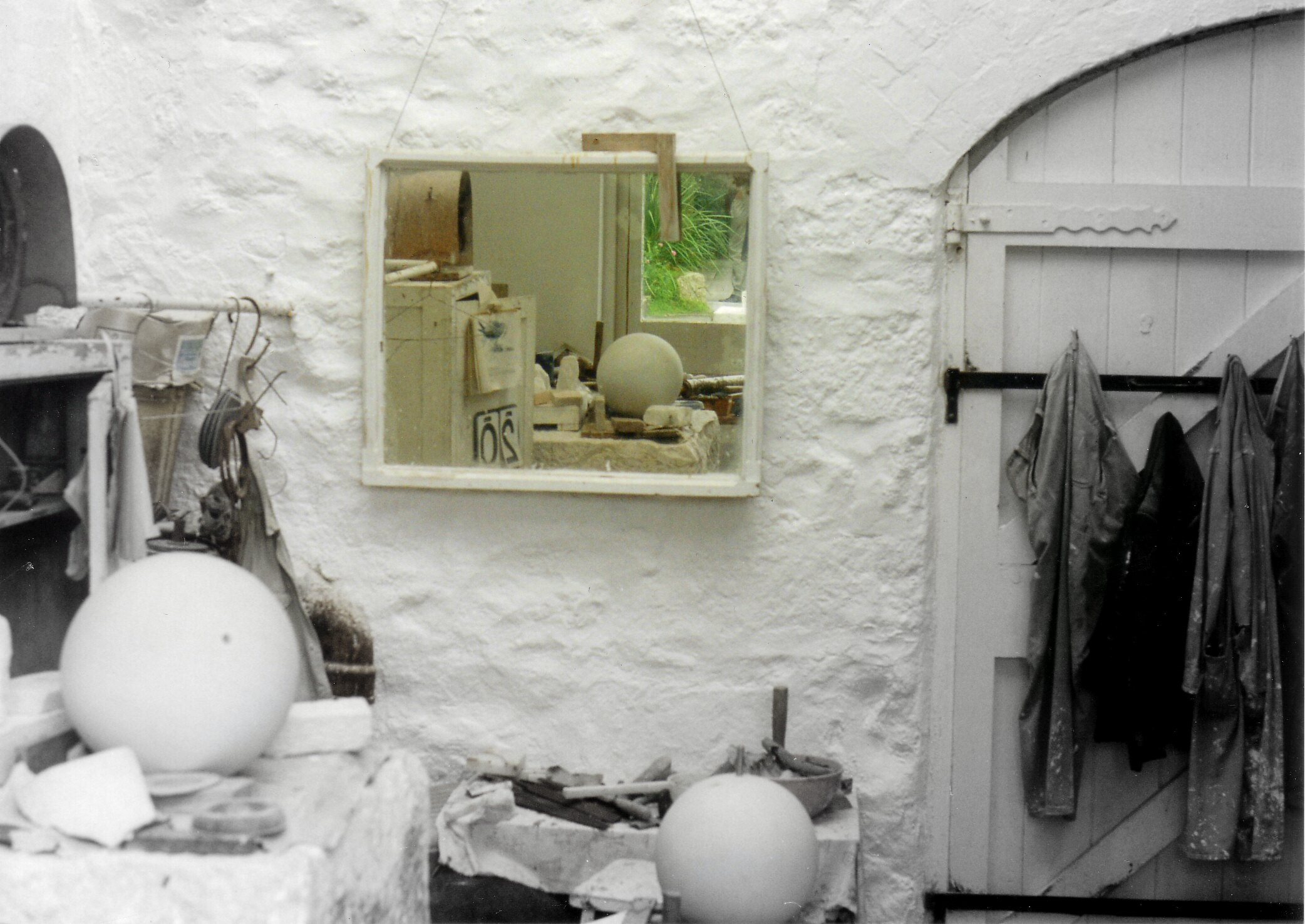
Hepworths atelier

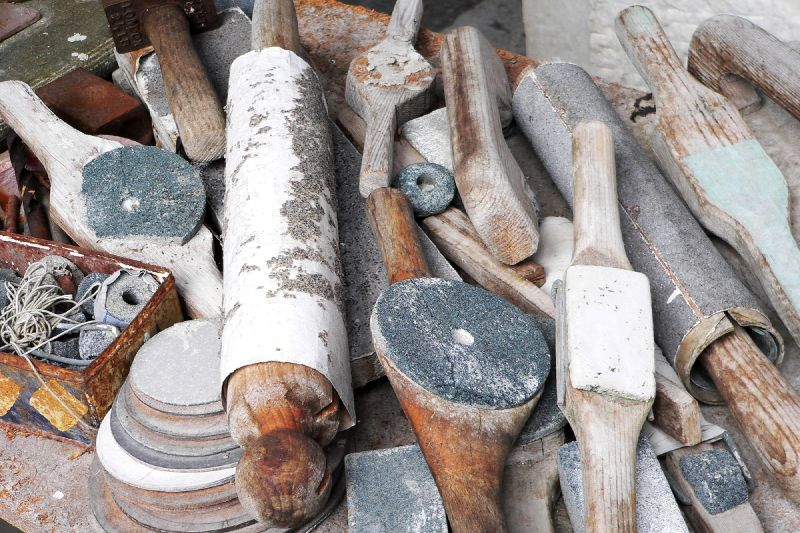
Hepworths gereedschappen

Het  Barbara Hepworth Museum and Sculpture Garden in St Ives, Cornwall bewaart en dit onder curatorschap van de Tate Gallery voor het nageslacht het beeldhouwers atelier en de tuin van de kunstenares, zo veel mogelijk in de staat waarin ze het achterliet. Het atelier/woonhuis, plaatselijk bekend als Trewyn Studio, was door Hepworth in 1949 gekocht en is typisch voor de stijl van St Ives. Haar woonkamer is nog precies gemeubileerd zoals door haar ingericht, terwijl het atelier nog vol staat met haar materialen, haar gereedschappen en haar deels begonnen werken.

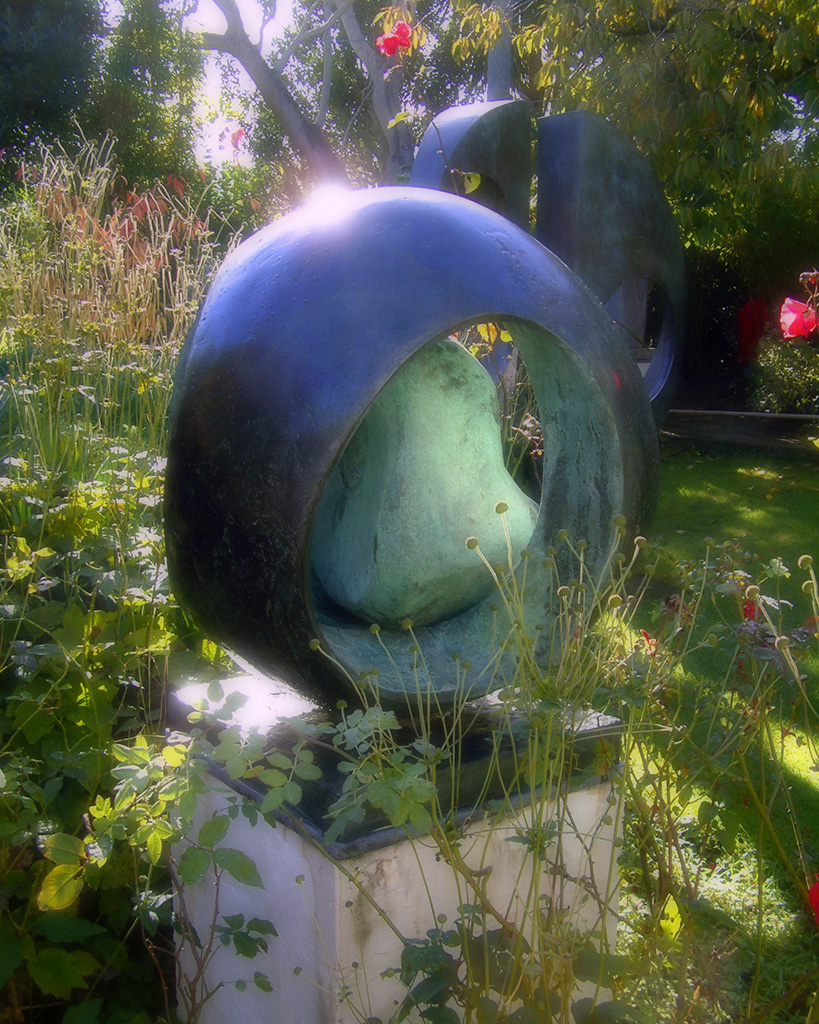
Sphere with Inner Form in Trewyn Garden

Beeldhouwwerken worden tentoongesteld in het afgesloten gedeelte van de tuin, die behoort tot het museum. Sommige van haar favoriete beelden staan er opgesteld. In haar atelier bevinden zich ook een aantal onafgemaakte sculpturen.
Barbara Hepworth kwam op 72-jarige leeftijd in 1975 om het leven bij een brand in haar atelier.